# Friidrott vid olympiska sommarspelen 1976
Friidrottstävlingarna vid de olympiska sommarspelen 1976 bestod av 37 grenar, 23 för män och 14 för kvinnor, och hölls mellan 23 och 31 juli 1976 på Stade Olympique i Montréal, Kanada. Antalet deltagare var 1 006 tävlande från 79 länder.

## Medaljfördelning
| Medaljfördelning |                     |      |        |       |        |
| Placering        | Nation              | Guld | Silver | Brons | Totalt |
| 1                | Östtyskland         | 11   | 7      | 9     | 27     |
| 2                | USA                 | 6    | 8      | 8     | 22     |
| 3                | Sovjetunionen       | 4    | 4      | 10    | 18     |
| 4                | Polen               | 3    | 2      | 0     | 5      |
| 5                | Finland             | 2    | 2      | 0     | 4      |
| 6                | Kuba                | 2    | 1      | 0     | 3      |
| 7                | Västtyskland        | 1    | 4      | 4     | 9      |
| 8                | Bulgarien           | 1    | 2      | 1     | 4      |
| 9                | Jamaica             | 1    | 1      | 0     | 2      |
| 9                | Nya Zeeland         | 1    | 1      | 0     | 2      |
| 11               | Frankrike           | 1    | 0      | 0     | 1      |
| 11               | Mexiko              | 1    | 0      | 0     | 1      |
| 11               | Sverige             | 1    | 0      | 0     | 1      |
| 11               | Trinidad och Tobago | 1    | 0      | 0     | 1      |
| 11               | Ungern              | 1    | 0      | 0     | 1      |
| 16               | Belgien             | 0    | 2      | 1     | 3      |
| 17               | Italien             | 0    | 1      | 0     | 1      |
| 17               | Kanada              | 0    | 1      | 0     | 1      |
| 17               | Portugal            | 0    | 1      | 0     | 1      |
| 20               | Brasilien           | 0    | 0      | 1     | 1      |
| 20               | Rumänien            | 0    | 0      | 1     | 1      |
| 20               | Storbritannien      | 0    | 0      | 1     | 1      |
| 20               | Tjeckoslovakien     | 0    | 0      | 1     | 1      |

## Medaljörer

### Herrar
| Gren                              | Guld                                                                 | Guld             | Silver                                                                              | Silver      | Brons                                                                                  | Brons       |
| 100 meter Detaljer...             | Hasely Crawford · Trinidad och Tobago                                | 10,06            | Don Quarrie · Jamaica                                                               | 10,08       | Valerij Borzov · Sovjetunionen                                                         | 10,14       |
| 200 meter Detaljer...             | Don Quarrie · Jamaica                                                | 20,23            | Millard Hampton · USA                                                               | 20,29       | Dwayne Evans · USA                                                                     | 20,43       |
| 400 meter Detaljer...             | Alberto Juantorena · Kuba                                            | 44,26            | Fred Newhouse · USA                                                                 | 44,40       | Herman Frazier · USA                                                                   | 44,95       |
| 800 meter Detaljer...             | Alberto Juantorena · Kuba                                            | 1.43,50 (VR)     | Ivo van Damme · Belgien                                                             | 1.43,86     | Rick Wohlhuter · USA                                                                   | 1.44,12     |
| 1 500 meter Detaljer...           | John Walker · Nya Zeeland                                            | 3.39,17          | Ivo van Damme · Belgien                                                             | 3.39,27     | Paul-Heinz Wellmann · Västtyskland                                                     | 3.39,33     |
| 5 000 meter Detaljer...           | Lasse Virén · Finland                                                | 13.24,76         | Dick Quax · Nya Zeeland                                                             | 13.25,16    | Klaus-Peter Hildenbrand · Västtyskland                                                 | 13.25,38    |
| 10 000 meter Detaljer...          | Lasse Virén · Finland                                                | 27.40,38         | Carlos Lopes · Portugal                                                             | 27.45,17    | Brendan Foster · Storbritannien                                                        | 27.54,92    |
| Maraton Detaljer...               | Waldemar Cierpinski · Östtyskland                                    | 2:09.55,0        | Frank Shorter · USA                                                                 | 2:10.45,8   | Karel Lismont · Belgien                                                                | 2:11.12,6   |
| 110 meter häck Detaljer...        | Guy Drut · Frankrike                                                 | 13,28            | Alejandro Casañas · Kuba                                                            | 13,33       | Willie Davenport · USA                                                                 | 13,38       |
| 400 meter häck Detaljer...        | Edwin Moses · USA                                                    | 47,63 (VR)       | Michael Shine · USA                                                                 | 48,69       | Jevgenij Gavrilenko · Sovjetunionen                                                    | 49,45       |
| 3 000 meter hinder Detaljer...    | Anders Gärderud · Sverige                                            | 8.08,02 (VR)     | Bronisław Malinowski · Polen                                                        | 8.09,11     | Frank Baumgartl · Östtyskland                                                          | 8.10,36     |
| 4 x 100 meter stafett Detaljer... | USA · Harvey Glance · Johnny Jones · Millard Hampton · Steve Riddick | 38,33            | Östtyskland · Manfred Kokot · Jörg Pfeifer · Klaus-Dieter Kurrat · Alexander Thieme | 38,66       | Sovjetunionen · Aleksandr Aksinin · Nikolaj Kolesnikov · Juris Silovs · Valerij Borzov | 38,78       |
| 4 x 400 meter stafett Detaljer... | USA · Herman Frazier · Benny Brown · Fred Newhouse · Maxie Parks     | 2.58,65          | Polen · Ryszard Podlas · Jan Werner · Zbigniew Jaremski · Jerzy Pietrzyk            | 3.01,43     | Västtyskland · Franz-Peter Hofmeister · Lothar Krieg · Harald Schmid · Bernd Herrmann  | 3.01,98     |
| 20 kilometer gång Detaljer...     | Daniel Bautista · Mexiko                                             | 1:24.40,6        | Hans Reimann · Östtyskland                                                          | 1:25.13,6   | Peter Frenkel · Östtyskland                                                            | 1:25.29,4   |
| Längdhopp Detaljer...             | Arnie Robinson · USA                                                 | 8,35 m           | Randy Williams · USA                                                                | 8,11 m      | Frank Wartenberg · Östtyskland                                                         | 8,02 m      |
| Tresteg Detaljer...               | Viktor Sanejev · Sovjetunionen                                       | 17,29 m          | James Butts · USA                                                                   | 17,18 m     | João Carlos de Oliveira · Brasilien                                                    | 16,90 m     |
| Höjdhopp Detaljer...              | Jacek Wszoła · Polen                                                 | 2,25 m           | Greg Joy · Kanada                                                                   | 2,23 m      | Dwight Stones · USA                                                                    | 2,21 m      |
| Stavhopp Detaljer...              | Tadeusz Ślusarski · Polen                                            | 5,50 m           | Antti Kalliomäki · Finland                                                          | 5,50 m      | David Roberts · USA                                                                    | 5,50 m      |
| Kulstötning Detaljer...           | Udo Beyer · Östtyskland                                              | 21,05 m          | Jevgenij Mironov · Sovjetunionen                                                    | 21,03 m     | Aleksandr Barysjnikov · Sovjetunionen                                                  | 21,00 m     |
| Diskuskastning Detaljer...        | Mac Wilkins · USA                                                    | 67,50 m          | Wolfgang Schmidt · Östtyskland                                                      | 66,22 m     | John Powell · USA                                                                      | 65,70 m     |
| Släggkastning Detaljer...         | Jurij Sedych · Sovjetunionen                                         | 77,52 m          | Aleksej Spiridonov · Sovjetunionen                                                  | 76,08 m     | Anatolij Bondartjuk · Sovjetunionen                                                    | 75,48 m     |
| Spjutkastning Detaljer...         | Miklós Németh · Ungern                                               | 94,58 m (VR)     | Hannu Siitonen · Finland                                                            | 87,92 m     | Gheorghe Megelea · Rumänien                                                            | 87,16 m     |
| Tiokamp Detaljer...               | Bruce Jenner · USA                                                   | 8 618 poäng (VR) | Guido Kratschmer · Västtyskland                                                     | 8 411 poäng | Nikolaj Avilov · Sovjetunionen                                                         | 8 369 poäng |

### Damer
| Gren                              | Guld                                                                              | Guld         | Silver                                                                              | Silver      | Brons                                                                                             | Brons       |
| 100 meter Detaljer...             | Annegret Richter · Västtyskland                                                   | 11,08        | Renate Stecher · Östtyskland                                                        | 11,13       | Inge Helten · Västtyskland                                                                        | 11,17       |
| 200 meter Detaljer...             | Bärbel Eckert · Östtyskland                                                       | 22,37 (OR)   | Annegret Richter · Västtyskland                                                     | 22,39       | Renate Stecher · Östtyskland                                                                      | 22,47       |
| 400 meter Detaljer...             | Irena Szewińska · Polen                                                           | 49,28 (VR)   | Christina Brehmer · Östtyskland                                                     | 50,51       | Ellen Streidt · Östtyskland                                                                       | 50,55       |
| 800 meter Detaljer...             | Tatiana Kazankina · Sovjetunionen                                                 | 1.54,94 (OR) | Nikolina Sjtereva · Bulgarien                                                       | 1.55,42     | Elfi Zinn · Östtyskland                                                                           | 1.55,60     |
| 1 500 meter Detaljer...           | Tatiana Kazankina · Sovjetunionen                                                 | 4.05,48      | Gunhild Hoffmeister · Östtyskland                                                   | 4.06,02     | Ulrike Klapezynski · Östtyskland                                                                  | 4.06,09     |
| 100 meter häck Detaljer...        | Johanna Schaller · Östtyskland                                                    | 12,77        | Tatiana Anisimova · Sovjetunionen                                                   | 12,78       | Natalja Lebedeva · Sovjetunionen                                                                  | 12,80       |
| 4 x 100 meter stafett Detaljer... | Östtyskland · Marlies Oelsner · Renate Stecher · Carla Bodendorf · Bärbel Eckert  | 42,55 (OR)   | Västtyskland · Elvira Possekel · Inge Helten · Annegret Richter · Annegret Kroniger | 42,59       | Sovjetunionen · Tatiana Prorotjenko · Ljudmila Maslakova · Nadezjda Besfamilnaja · Vera Anisimova | 43,09       |
| 4 x 400 meter stafett Detaljer... | Östtyskland · Doris Maletzki · Brigitte Rohde · Ellen Streidt · Christina Brehmer | 3.19,23 (VR) | USA · Debra Sapenter · Sheila Ingram · Pamela Jiles · Rosalyn Bryant                | 3.22,81     | Sovjetunionen · Inta Kļimoviča · Ljudmila Aksionova · Natalja Sokolova · Nadezjda Ilina           | 3.24,24     |
| Längdhopp Detaljer...             | Angela Voigt · Östtyskland                                                        | 6,72 m       | Kathy McMillan · USA                                                                | 6,66 m      | Lidija Alfejeva · Sovjetunionen                                                                   | 6,60 m      |
| Höjdhopp Detaljer...              | Rosemarie Ackermann · Östtyskland                                                 | 1,93 m (OR)  | Sara Simeoni · Italien                                                              | 1,91 m      | Jordanka Blagojeva · Bulgarien                                                                    | 1,91 m      |
| Kulstötning Detaljer...           | Ivanka Hristova · Bulgarien                                                       | 21,16 m      | Nadezjda Tjizjova · Sovjetunionen                                                   | 20,96 m     | Helena Fibingerová · Tjeckoslovakien                                                              | 20,67 m     |
| Diskuskastning Detaljer...        | Evelin Schlaak · Östtyskland                                                      | 69,00 m      | Maria Vergova · Bulgarien                                                           | 67,30 m     | Gabriele Hinzmann · Östtyskland                                                                   | 66,84 m     |
| Spjutkastning Detaljer...         | Ruth Fuchs · Östtyskland                                                          | 65,94 m      | Marion Becker · Västtyskland                                                        | 64,70 m     | Kate Schmidt · USA                                                                                | 63,96 m     |
| Femkamp Detaljer...               | Siegrun Siegl · Östtyskland                                                       | 4 745 poäng  | Christine Laser · Östtyskland                                                       | 4 745 poäng | Burglinde Pollak · Östtyskland                                                                    | 4 740 poäng |

## Deltagande nationer
Totalt deltog 1 006 friidrottare från 79 länder vid de olympiska spelen 1976 i Montréal.
| - Amerikanska Jungfruöarna (3) - Antigua och Barbuda (8) - Argentina (2) - Australien (27) - Bahamas (8) - Barbados (9) - Belgien (25) - Belize (2) - Bermuda (8) - Bolivia (1) - Brasilien (8) - Bulgarien (19) - Chile (1) - Colombia (7) - Danmark (3) - Dominikanska republiken (2) - Elfenbenskusten (8) - Fiji (2) - Filippinerna (1) - Finland (31) | - Frankrike (44) - Grekland (12) - Haiti (10) - Honduras (3) - Indien (4) - Indonesien (1) - Iran (4) - Irland (7) - Island (7) - Israel (1) - Italien (32) - Jamaica (14) - Japan (15) - Jugoslavien (13) - Kanada (55) - Kuba (26) - Kuwait (6) - Libanon (1) - Liechtenstein (3) - Luxemburg (3) | - Malaysia (3) - Mexiko (7) - Nederländerna (5) - Nederländska Antillerna (2) - Nepal (1) - Nicaragua (5) - Nordkorea (3) - Norge (10) - Nya Zeeland (10) - Pakistan (2) - Panama (1) - Papua Nya Guinea (3) - Paraguay (1) - Peru (1) - Polen (32) - Portugal (6) - Puerto Rico (10) - Rumänien (16) - San Marino (2) - Saudiarabien (14) | - Schweiz (7) - Senegal (10) - Singapore (1) - Sovjetunionen (70) - Spanien (17) - Storbritannien (52) - Surinam (2) - Sverige (19) - Thailand (4) - Tjeckoslovakien (14) - Trinidad och Tobago (10) - Turkiet (2) - Ungern (16) - Uruguay (1) - USA (92) - Venezuela (1) - Västtyskland (54) - Österrike (6) - Östtyskland (58) |